# Список дипломатических миссий Мозамбика

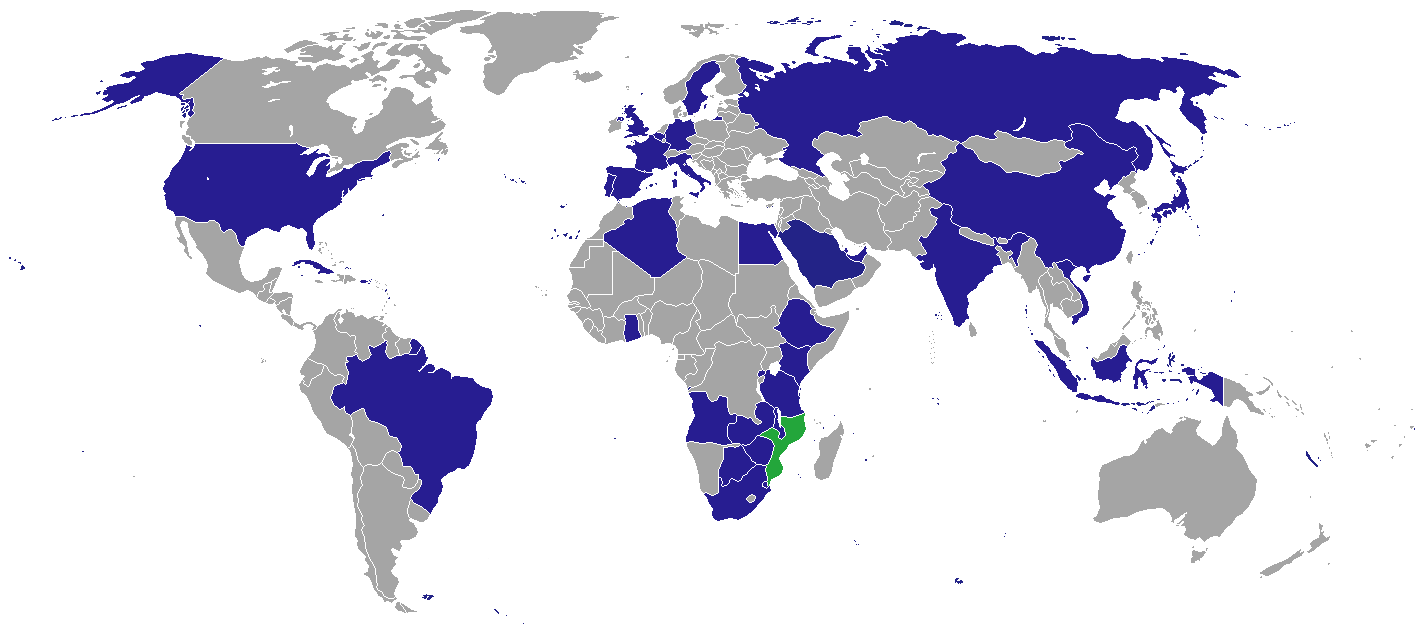

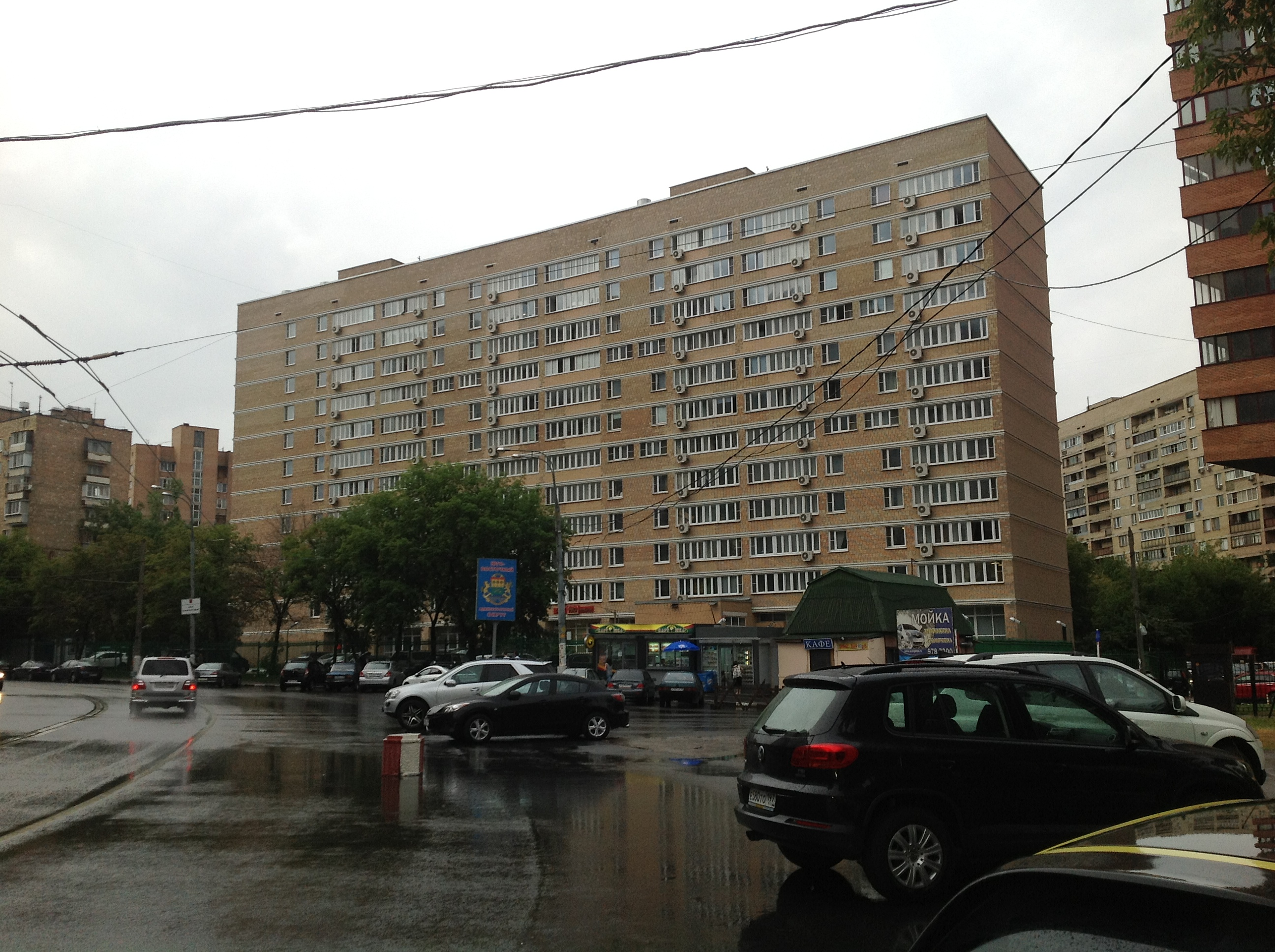
Посольство Мозамбика в Москве

Список дипломатических миссий Мозамбика — посольства Мозамбика расположены в первую очередь в португалоговорящих государствах. Являясь членом Британского содружества, Мозамбик имеет в странах-членах этой организации главой своих миссий «высших комиссаров» в ранге посла.

## Европа
- Бельгия, Брюссель (посольство)
- Франция, Париж (посольство)
- Германия, Берлин (посольство)
- Италия, Рим (посольство)
- Португалия, Лиссабон (посольство)
  - Опорто (генеральное консульство)
- Россия, Москва (посольство)
- Испания, Мадрид (посольство)
- Швеция, Стокгольм (посольство)
- Великобритания, Лондон (высший комиссариат)

## Америка
- Бразилия, Бразилиа (посольство)
- Куба, Гавана (посольство)
- США, Вашингтон (посольство)

## Африка
- Ангола, Луанда (посольство)
- Ботсвана, Габороне (высший комиссариат)
- Египет, Каир (посольство)
- Эфиопия, Аддис-Абеба (посольство)
- Кения, Найроби (высший комиссариат)
- Малави, Лилонгве (высший комиссариат)
  - Блантайр-Лимбе (генеральное консульство)
- ЮАР, Претория (высший комиссариат)
  - Иоханнесбург (генеральное консульство)
  - Кейптаун (консульство)
  - Дурбан (консульство)
  - Нелспрейт (консульство)
- Свазиленд, Мбабане (высший комиссариат)
- Танзания, Дар-эс-Салам (высший комиссариат)
  - Занзибар (генеральное консульство)
- Замбия, Лусака (высший комиссариат)
- Зимбабве, Хараре (посольство)
  - Мутаре (генеральное консульство)

## Азия
- Китай, Пекин (посольство)
- Индия, Нью-Дели (высший комиссариат)
- Индонезия, Джакарта (посольство)
- Япония, Токио (посольство)
- ОАЭ, Дубай (генеральное консульство)

## Международные организации
- - Аддис-Абеба (постоянная миссия при ОАЕ)
  - Брюссель (постоянная миссия при ЕС)
  - Женева (постоянная миссия при учреждениях ООН)
  - Лиссабон (постоянная миссия при Содружестве португалоязычных стран)
  - Нью-Йорк (постоянная миссия при ООН)
  - Париж (постоянная миссия при ЮНЕСКО)